# Taylor Ho Bynum

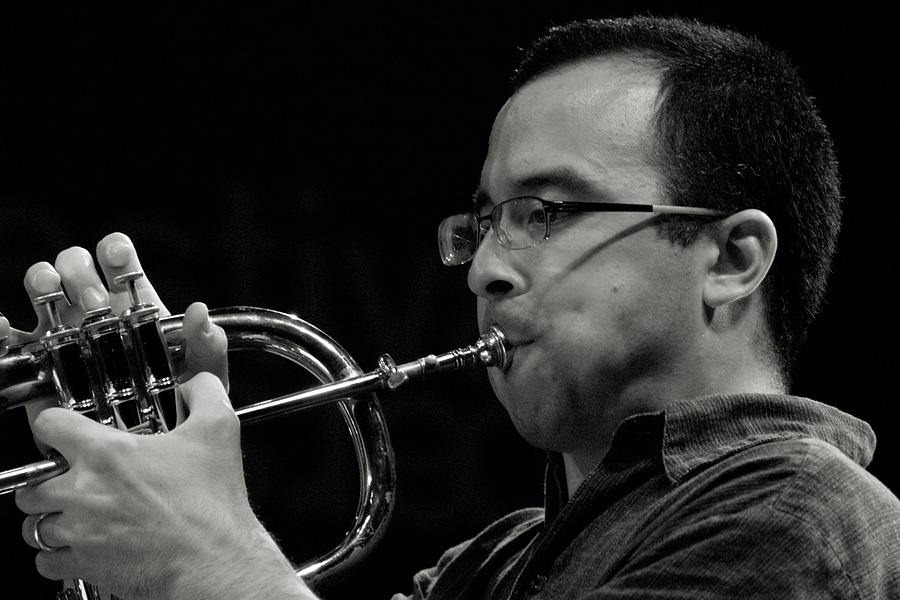
Taylor Ho Bynum, Moers Festival 2007

Taylor Ho Bynum (* 1975 in Baltimore) ist ein US-amerikanischer Jazz-Musiker (Trompete, Flügelhorn, Taschentrompete und Kornett) und Komponist.

## Leben und Wirken
Taylor Ho Bynum begann seine Karriere im Umfeld von Anthony Braxton, bei dem er an der Wesleyan University studierte, sowie von Cecil Taylor. In der Folge entstanden mit Braxton eine Reihe von Produktionen, wie das Album Duets (Wesleyan) 2002, Quintet (London) 2004, Sextet (Victoriaville) 2005, 4 Compositions (Ulrichsberg) 2005, Trio (Glasgow) 2005, 9 Compositions (Iridium) 2006, Trio (Victoriaville) 2007, 12+1tet (Victoriaville) 2007 und Quartet (Moscow) 2008.
Ende der 1990er Jahre arbeitete er u. a. mit Joe Fonda, an dessen Album Full Circle Suite (mit Gebhard Ullmann, Chris Jonas und Kevin Norton) er mitwirkte. 1999 nahm er im Duo mit dem Perkussionisten Eric Rosenthal das Album and only life my lush lament auf. 2001 nahm er mit Rosenthal ein weiteres Album auf, Cenòté für Cadence. 2002 spielte er mit Carlo Actis Dato (American Tour). Zwischen 2003 und 2005 entstanden die Aufnahmen für das Album Other Stories (Three Suites), auf dem Bynum Kornett spielte und mit Musikern wie Jay Hoggard, Tomas Ulrich und Joe Daley sowie der Formation SpiderMonkey strings arbeitete, für die er die Suiten The First Three Lives of Stuart Hornsley für Sextett, Supo Eno und SpiderMonkey Stories für Nonett-Besetzung schrieb. Daneben arbeitet Bynum mit dem zehnköpfigen Ensemble Positive Catastrophe und leitet gemeinsam mit Stephen Haynes die Formation The Double Trio (Live at the Festival of New Trumpet Music, 2008).
Gegenwärtig ist Bynum Mitglied des Nate McBride Quartetts (mit Charlie Kohlhase und Curt Newton), und des Trio Ex Nihilo, (mit Jeff Song und Curt Newton). Außerdem im Ensemble Guewel von Harris Eisenstadt. Er arbeitete außerdem mit Steve Lehman, Sebastian Gramss, Jane Wang, Jason Kao Hwang (Blood, 2018), Bill Lowe (Sweet Cane, 2023) sowie im Anthony Braxton Sextett. Bynum unterrichtet am Hopkins Center of the Arts des Dartmouth College.

## Diskographische Hinweise
- Taylor Ho Bynum, Eric Rosenthal: And Only Life My Lush Lament (1999)
- Cenòté (Cadence, 2001)
- Other Stories (482 Music, 2003/05)
- True Events (482 Music, 2007) Duo mit Tomas Fujiwara
- The Middle Picture (Firehouse, 2007) (mit Sextet und Trio)
- Asphalt Flowers, Forking Paths (hatOLOGY, 2008)
- Stephen Haynes/Taylor Ho Bynum: The Double Trio: Live at the Festival of New Trumpet Music (Engine Studios, 2008)
- Madeleine Dreams (2009)
- Anthony Braxton: Quartet (Mestre) 2008 (2010)
- Rodrigo Amado, Taylor Ho Bynum, John Hébert & Gerald Cleaver: Searching for Adam (2010)
- Taylor Ho Bynum / John Hébert / Gerald Cleaver: Book of Three (RogueArt, 2011)
- Apparent Distance (Firehouse 12 Records, 2011)
- Taylor Ho Bynum, John Hébert, Gerald Cleaver: Book of Three – Continuum (Relative Pitch Records, 2013)
- Navigation (The Complete Firehouse 12 Recordings) (Firehouse 12), mit Jim Hobbs, Bill Lowe, Mary Halvorson, Ken Filiano und Tomas Fujiwara
- Enter the PlusTet (2016)
- Geometry of Caves (Relative Pitch Records, 2018) mit Tomeka Reid, Kyoko Kitamura, Taylor Ho Bynum, Joe Morris
- Geometry of Distance (Relative Pitch Records, 2019) mit Kyoko Kitamura, Joe Morris, Tomeka Reid, Taylor Ho Bynum
- Taylor Ho Bynum 9-tette: The Ambiguity Manifesto (Firehouse 12)
- Illegal Crowns: Unclosing (Out of Your Head, 2023) mit Mary Halvorson, Benoît Delbecq, Tomas Fujiwara
- Reid, Kitamura, Bynum & Morris: Geometry of Phenomena (2024)